# Capitán Planeta y los planetarios
Capitán Planeta y los planetarios (en inglés Captain Planet and the Planeteers) es una serie animada de la televisión estadounidense de la década 1990 de carácter ecologista. Fue creada con la intención  de que el mundo tomara conciencia de los cambios que sufre la Tierra en consecuencia de la contaminación y terminaba sus aventuras con la frase: "¡El poder es tuyo!" ("¡El poder es vuestro!", en España).

## Argumento
Gaia,  el espíritu de la Tierra, no puede resistir por más tiempo la terrible destrucción que azota al planeta. Es por esto que entrega cinco anillos mágicos a jóvenes especiales:
- Kwame de África, con el poder de la Tierra.
- Wheeler de América del Norte, con el poder del Fuego.
- Linka de la Unión Soviética / Rusia, con el poder del Viento.
- Gi de Asia con el poder del Agua.
- Ma-Ti de América del Sur, con el poder del Corazón.

Como se puede observar, los cuatro primeros poderes se corresponden con los elementos clásicos de la naturaleza, mientras que el del corazón, representa el amor aunque también puede interpretarse como la esencia de la persona representada por la voluntad del individuo, en pocas palabras que sus acciones nazcan del interior del mismo. Cuando los planetarios modernos combinan sus poderes para convocar el guerrero elemental, esta encarnación toma la apariencia de un superhéroe, que adopta el nombre de "Capitán Planeta". 
Capitán Planeta muestra un irónico sentido del humor y con frecuencia utiliza juegos de palabras mientras provoca al elenco de villanos. Reapareció en un crossover con OK K.O.! Let's Be Heroes, emitido originalmente el 9 de octubre del 2017.

## Concepción
Tanto Barbara Pyle como Ted Turner fueron longevos defensores de causas en favor de la protección y concientización del medio ambiente en el mundo. Turner posee un vasto rancho en los Estados Unidos en el que estimula la protección del bisonte americano, además de haber donado dinero a causas medioambientales. Lo mismo sucede con la creadora del programa, Barbara, quien durante la década 1980 dedicó gran parte de su carrera a realizar programas documentales televisivos sobre el medio ambiente en distintas partes del planeta. A finales de la década de 1980, Barbara informa a Turner que quiere crear un programa televisivo para niños sobre el concepto del cuidado del medio ambiente. Turner pronto surge con la idea de un superhéroe llamado Capitán Planeta. Varios de los personajes de la serie están basados en personas reales que Barbara conoció cuando acudía a convenciones internacionales sobre el cambio climático en los años 80.

## Temporadas
La serie consta de 113 episodios, divididos en 6 temporadas.

### 1ª temporada (1990-1991)
1. A Hero For Earth
2. Rain Of Terror
3. Beast Of The Temple
4. Skumm Lord
5. Deadly Ransom
6. The Conqueror
7. The Last Of Her Kind
8. The Dead Seas
9. Tree Of Life
10. Volcano's Wrath
11. Littlest Planeteer
12. A World Below Us
13. Plunder Dam
14. Meltdown Syndrome
15. Smog Hog
16. Polluting By Computer
17. Don't Drink The Water
18. Kwame's Crisis
19. The Ozone Hole
20. The Ultimate Pollution
21. Population Bomb
22. Mission To Save Earth, Part 1
23. Mission To Save Earth, Part 2
24. Two Futures, Part 1
25. Two Futures, Part 2
26. Heat Wave

### 2ª temporada (1991-1992)
1. Mind Pollution
2. The Garbage Strikes
3. Domes Of Doom
4. Send In The Clones
5. The Predator
6. The Ark
7. Isle Of Solar Energy
8. The Coral Killer
9. The Big Clam-Up
10. An Inside Job
11. The Fine Print
12. Off Road Hog
13. Trouble On The Half Shell
14. Stardust
15. The Blue Car Line
16. Birds Of A Feather
17. Summit To Save Earth, Part 1
18. Summit To Save Earth, Part 2
19. Losing Game
20. A Twist Of Fate
21. The Great Tree Heist
22. Scorched Earth
23. Hate Canal
24. Radiant Amazon
25. Fare Thee Whale
26. Utopia

### 3ª temporada (1992-1993)
1. Greenhouse Planet
2. A Creep From The Deep
3. The Deadly Glow
4. A Perfect World
5. The Dream Machine
6. Bitter Waters
7. The Guinea Pigs
8. Ok At The Gunfight Corral
9. Canned Hunt
10. Hog Tide
11. A Formula For Hate
12. If It's Doomsday, This Must Be Belfast
13. The Night Of The Wolf

### 4ª temporada (The New Adventures of Captain Planet; 1993-1994)
1. A Mine Is A Terrible Thing To Waste, Part 1
2. A Mine Is A Terrible Thing To Waste, Part 2
3. I Just Want To Be Your Teddy Bear
4. Missing Linka
5. The Unbearable Blightness Of Being
6. Wheeler's Ark
7. Sea No Evil
8. Future Shock
9. I've Lost My Mayan
10. Talkin' Trash
11. The Energy Vampire
12. Bottom Line Green
13. Gorillas Will Be Missed
14. Bug Off
15. You Bet Your Planet
16. Going Bats, Man
17. Jail House Flock
18. High Steaks
19. Planeteers Under Glass
20. Orangu-Tangle
21. No Horsing Around
22. Teers In The Hood

### 5ª temporada (1994-1995)
1. Twilight Ozone
2. Hollywaste
3. The Ghost Of Porkaloin Past
4. Disoriented Express
5. Horns A' Plenty
6. A River Ran Through It
7. No Place Like Home
8. Little Crop Of Horrors
9. In Zarm's Way
10. No Small Problem
11. Numbers Game
12. Nothing's Sacred
13. Who's Running The Show?

### 6ª temporada (1995-1996)
1. An Eye For An Eye
2. 101 Mutations
3. Whoo Gives A Hoot?
4. Frog Day Afternoon
5. 5 Ring Panda-Monium
6. A Good Bomb Is Hard To Find
7. Dirty Politics
8. Old Ma River
9. One Of The Gang
10. Twelve Angry Animals
11. Never The Twain Shall Meet
12. Delta Gone
13. Greed Is The Word

## Videojuegos
Existen cinco videojuegos diferentes de Capitán Planeta.
- Un videojuego basado en la serie fue producido para Nintendo Entertainment System (NES) por Mindscape llamado "Captain Planet". Ese videojuego, que involucró una gran parte jugabilidad de estilo matamarcianos. Recibió reseñas negativas.
- Un videojuego de plataformas fue desarrollado por Novalogic para Sega Mega Drive, pero solo salió a la venta en Europa y Australia.
- David Perry y Nick Bruty desarrollaron un videojuego para ZX Spectrum y Amstrad CPC utilizando la licencia, un matamarcianos de tres niveles.
- Un videojuego también salió a la venta para Commodore Amiga y Atari ST, programado por Tony Crowther. Este fue un videojuego de plataformas, y fue brevemente incluido con el paquete Cartoon Classics para Amiga 500 y salió a la venta en 1991.
- Un videojuego para Commodore 64 estaba en desarrollo pero nunca llegó a ponerse en venta. Probablemente estaría basado de cualquiera de las dos versiones mencionadas anteriormente.
- Tiger Toys, el propietario de la licencia para producir figuras de acción de esta franquicia, también creó un videojuego para videoconsolas portátiles LCD.
- En los videojuegos de Cartoon Network existe un videojuego del Capitán Planeta titulado Capitán Planeta y los Robots de Zarm.

Además de eso, Capitán Planeta aparece como un personaje jugable en Cartoon Network: Explosión de Puñetazos.

## Reparto
| Personaje       | Actor de voz (EE. UU.)        | Actor de voz (Hispanoamérica)                                                                                   | Actor de voz (España) |
| --------------- | ----------------------------- | --- | --------------------- |
| Capitán Planeta | David Coburn                  | Ernesto Lezama (temp. 1) Ricardo Tejedo (algunos cap) Mario Castañeda (desde temp. 2)                           | Antonio Villar        |
| Kwane           | LeVar Burton                  | Octavio Rojas (temp. 1) Luis Alfonso Mendoza (temp. 2) Jesús Barrero (desde temp. 3)                            | Luis Fernando Ríos    |
| Linka           | Kath Soucie                   | Rocío Garcel (temp. 1) Patricia Acevedo (temp. 2) Gabriela Willert (desde temp. 3)                              | Antonia Martínez      |
| Mati            | Scott Menville                | Raúl Aldana (temp. 1) Carlos Hugo Hidalgo (algunos cap) Fernando Manzano (desde temp. 2)                        | Ana Cremades          |
| Wheeler         | Joey Dedio                    | Jorge Roig (temp. 1) José Carlos Moreno (algunos cap) Alfonso Obregón (algunos cap) Yamil Atala (desde temp. 2) | Enrique Rodríguez     |
| Gi              | Janice Kawaye                 | Gisela Casillas (temp. 1) Ana María Grey (desde temp. 2)                                                        | Gracia Carvajal       |
| Gaia            | Whoopi Goldberg Margot Kidder | Beatriz Aguirre (temp. 1) Maru Guerrero (desde temp. 2)                                                         |                       |
| Dra. Plaga      | Meg Ryan Mary Kay Bergman     | Araceli de León † (temp. 1) Yolanda Vidal (temp. 2) Magda Giner (temp. 3)                                       |                       |

## Película de imagen real
En agosto de 2011, Cartoon Network firmó al director de la película Transformers para crear una película de imagen real sobre esta franquicia; sin embargo, nada fue concretado. En octubre del 2016, se confirmó que Paramount Pictures haría una película de imagen real de la serie con el actor Leonardo DiCaprio como productor para la película.